# Desconfio
"Desconfio" é uma canção da banda de rock brasileira CPM 22, lançada em 2002 como o primeiro single de seu terceiro álbum de estúdio, Chegou a Hora de Recomeçar (2002). Um videoclipe foi feito para a canção e incluído no DVD O Vídeo (1995 a 2003).

## Composição
| “                    | tem influência do hardcore mais tradicional, tipo Bad Religion, e a letra fala de algumas coisas que acontecem e todo mundo vê, mas que parece que neguinho está com os olhos fechados pra isso | ” |
| — Wally, guitarrista | |   |

## Créditos
Com base no encarte do CD de Chegou a Hora de Recomeçar.
| CPM 22 - Badauí: vocal - Wally: guitarra e vocal de apoio - Luciano Garcia: guitarra - Portoga: baixo - Japinha: bateria e vocal de apoio |  | Participação especial - Paulo Anhaia: vocal de apoio |

## Prêmios e indicações
| Ano  | Organização            | Categoria                         | Resultado | Ref.  |
| ---- | ---------------------- | --------------------------------- | --------- | ----- |
| 2003 | MTV Video Music Brasil | Escolha da Audiência (videoclipe) | Indicado  | [ 4 ] |